# Chord Overstreet
Chord Paul Overstreet (Nashville, 17 febbraio 1989) è un attore, cantante e musicista statunitense, principalmente noto per aver interpretato Sam Evans nella serie televisiva Glee.

## Biografia
Chord Overstreet nasce a Nashville in Tennessee, figlio di Julie, una truccatrice, e di Paul Overstreet, un cantautore country, ed è il terzo di sei fratelli. Anche suo fratello, Nash, è un musicista ed è membro della band Hot Chelle Rae. È di origine tedesca, irlandese e inglese. Chord è un nome piuttosto inusuale nella lingua inglese da attribuirsi ad una persona. In italiano tale termine è traducibile con la parola accordo. In un'intervista, il ragazzo ha spiegato che l'origine del suo nome affonda le radici nella passione di suo padre per la musica. Incoraggiato dai suoi parenti ad intraprendere la carriera musicale, inizia a suonare il mandolino in giovane età per poi passare alla batteria e alla chitarra. Scrive canzoni e, da teenager, fa il modello per campagne pubblicitarie della Gap e Famous Footwear.
Inizia la sua carriera d'attore nella web serie Private nel ruolo di Josh Hollis, partecipa ad un episodio di iCarly e nel pilot di No Ordinary Family che, però, non è mai stato trasmesso. Il suo primo ruolo in un film è quello nei panni di un teenager nel thriller del 2009 The Hole e, nel 2011, interpreterà Dupree in A Warrior's Heart, a fianco di Ashley Greene e Kellan Lutz.
Nella seconda stagione entra nel cast di Glee interpretando lo studente Sam Evans; riesce ad ottenere il ruolo presentandosi ai provini con la canzone Easy dei Commodores e I Don't Want to Be di Gavin DeGraw.
La sua cover di Billionaire di Travie McCoy e Bruno Mars viene pubblicata in un singolo che conquista la quindicesima posizione in Irlanda, la ventiquattresima in Canada, la ventottesima negli Stati Uniti e la trentaquattresima in Australia. Nel 2011 appare nel videoclip del brano Tonight Tonight della band di cui fa parte il fratello Nash, gli Hot Chelle Rae.
Nel 2014 canta una versione acustica di Made in the USA ad alcuni concerti del Neon Lights Tour con Demi Lovato.
Il 26 Agosto 2016 pubblica il suo primo singolo su ITunes dal titolo "Homeland". In seguito pubblica sempre nel 2016 un altro singolo intitolato "Hold On", quest'ultimo dedicato al suo caro amico Cory Monteith, conosciuto durante le riprese di Glee e deceduto nel 2013. Inoltre, il singolo "Hold On" è conosciuto per essere la colonna sonora di una puntata della serie televisiva "The Vampire Diaries".

## Filmografia

### Cinema
- The Hole, regia di Joe Dante (2009)
- Glee: The 3D Concert Movie, regia di Kevin Tancharoen (2011)
- 4th Man Out, regia di Andrew Nackman (2015)
- The Swing of Things, regia Matt Shapira (2020)
- Falling for Christmas, regia di Janeen Damian (2022)

### Televisione
- ICarly (iCarly) – serie TV, episodio 3x03 (2009)
- Glee – serie TV, 89 episodi (2010–2015)
- The Middle – serie TV, episodio 3x03 (2011)
- Regular Show – serie TV, episodio 5x12 (2013)
- Be Cool, Scooby-Doo! – serie TV, episodio 1x01 (2015)
- Pickle and Peanut – serie TV, episodi 1x19–2x16 (2016–2017)
- The Bold Type – serie TV, episodio 4x08 (2020)
- Acapulco – serie TV, 9 episodi (2021)

### Videoclip
- Tonight Tonight di Hot Chelle Rae (2011)
- Bacon di Nick Jonas (2016)

## Discografia
| Titoli                                        | Anno | Classifiche | Album |
| Titoli                                        | Anno | US          | Album |
| --------------------------------------------- | ---- | ----------- | ----- |
| "Homeland"                                    | 2016 | —           | TBA   |
| "All I Want for Christmas Is a Real Good Tan" | 2016 | —           | TBA   |
| "Hold On"                                     | 2017 | —           | TBA   |
| "Wasted Time"                                 | 2018 | —           | TBA   |
| "Carried Away"                                | 2018 | —           | TBA   |
| "All Nighter"                                 | 2019 | —           | TBA   |
| "My Ex"                                       | 2019 | —           | TBA   |

## Doppiatori italiani
Nelle versioni in italiano dei suoi film, Chord Overstreet è stato doppiato da:
- Marco Vivio in Glee
- Simone Crisari in The Middle
- Davide Perino in Falling for Christmas
- Gabriele Vender in Acapulco